# Poniedziałek (singel Katarzyny Groniec)
Poniedziałek – drugi singel Katarzyny Groniec z albumu Przypadki, wydany w 2007 roku. Muzykę i słowa do piosenki napisała Groniec. Projekt graficzny singla wykonała Aneta Kurzeja, fotografię - Paweł Wroniszewski.